# Disque articulaire temporomandibulaire
Le disque articulaire temporomandibulaire (ou ménisque interarticulaire temporomandibulaire) est une fine lame fibrocartilagineuse non vascularisé, située entre le processus condylien de la mandibule et la fosse mandibulaire.
Sa face supérieure est concavo-convexe d'avant en arrière, pour s'adapter à la forme de la fosse mandibulaire et du tubercule articulaire.
Sa face inférieure, au contact du condyle, est concave.
Sa circonférence est reliée à la capsule articulaire, et en avant au tendon du muscle ptérygoïdien latéral. Il est plus épais à sa périphérie, surtout en arrière, qu'en son centre.
Les fibres ont une disposition concentrique, plus apparente à la circonférence qu'au centre. Il divise l'articulation en deux cavités, dont chacune est munie d'une membrane synoviale.
Les points d'attache du disque sont :
- pour la partie antérieure du disque en bas le condyle antérieur et en haut à le tubercule articulaire ;
- pour la partie postérieure du disque en bas le condyle postérieur et en haut l'os temporal ;
- pour les bords latéral et médial,la capsule articulaire.

Le disque empêche la mandibule de se déplacer vers l'arrière.